# Partecipanti al Tour de France 1948
Qui di seguito viene riportato l'elenco dei partecipanti al Tour de France 1948.

## Corridori per squadra
Nota: R ritirato, NP non partito, FT fuori tempo massimo, S squalificato
| Belgio                   | Belgio                   | Belgio                   | Francia            | Francia              | Francia            | Île-de-France Nord-Est | Île-de-France Nord-Est | Île-de-France Nord-Est |
| ------------------------ | ------------------------ | ------------------------ | ------------------ | -------------------- | ------------------ | ---------------------- | ---------------------- | ---------------------- |
| 1                        | Norbert Callens          | S 9ª                     | 41                 | Louison Bobet        | 4º                 | 81                     | Pierre Baratin         | 35º                    |
| 2                        | André Declerck           | R 14ª                    | 42                 | Louis Caput          | R 4ª               | 82                     | Urbain Caffi           | R 13ª                  |
| 3                        | Raymond Impanis          | 10º                      | 43                 | Camille Danguillaume | R 10ª              | 83                     | Jean de Gribaldy       | R 16ª                  |
| 4                        | Florent Mathieu          | 30º                      | 44                 | Edouard Fachleitner  | R 7ª               | 84                     | Maurice De Muer        | R 14ª                  |
| 5                        | René Mertens             | S 12ª                    | 45                 | Émile Idée           | R 7ª               | 85                     | Louis Deprez           | R 8ª                   |
| 6                        | Stan Ockers              | 11º                      | 46                 | Apo Lazaridès        | 21º                | 86                     | Alphonse Devreese      | 32º                    |
| 7                        | Albert Ramon             | S 12ª                    | 47                 | Paul Giguet          | 25º                | 87                     | François Hélary        | R 13ª                  |
| 8                        | Emile Rogiers            | R 2ª                     | 48                 | Jean Robic           | 16º                | 88                     | César Marcelak         | S 9ª                   |
| 9                        | Alberic Schotte          | 2º                       | 49                 | Lucien Teisseire     | 6º                 | 89                     | Edouard Muller         | R 12ª                  |
| 10                       | Edward Van Dyck          | 14º                      | 50                 | René Vietto          | 17º                | 90                     | Daniel Thuayre         | 40º                    |
| Paesi Bassi/ Lussemburgo | Paesi Bassi/ Lussemburgo | Paesi Bassi/ Lussemburgo | Aiglons Belges     | Aiglons Belges       | Aiglons Belges     | Ovest                  | Ovest                  | Ovest                  |
| 11                       | Cor Bakker               | S 6ª                     | 51                 | Marcel Dupont        | 20º                | 91                     | Robert Bonnaventure    | R 19ª                  |
| 12                       | Henk de Hoog             | R 18ª                    | 52                 | Jan Engels           | 22º                | 92                     | Marcel Carpeltier      | R 12ª                  |
| 13                       | Wim de Ruyter            | 42º                      | 53                 | Léon Jomaux          | R 13ª              | 93                     | Roger Chupin           | R 14ª                  |
| 14                       | Bernard Franken          | R 10ª                    | 54                 | Lucien Mathys        | R 14ª              | 94                     | Pierre Cogan           | R 12ª                  |
| 15                       | Jefke Janssen            | 36º                      | 55                 | Maurits Meersman     | R 13ª              | 95                     | Jean-Marie Goasmat     | NP 11ª                 |
| 16                       | Frans Pauwels            | R 7ª                     | 56                 | Maurice Mollin       | R 4ª               | 96                     | Raymond Guégan         | R 10ª                  |
| 17                       | Henri Ackermann          | S 6ª                     | 57                 | Henri Renders        | R 13ª              | 97                     | Yvan Marie             | R 10ª                  |
| 18                       | René Biever              | R 9ª                     | 58                 | Florent Rondele      | R 10ª              | 98                     | François Person        | R 5ª                   |
| 19                       | Willy Kemp               | R 11ª                    | 59                 | André Rosseel        | R 14ª              | 99                     | Roger Pontet           | R 3ª                   |
| 20                       | Jean Kirchen             | 5º                       | 60                 | Adolf Verschueren    | S 7ª               | 100                    | Eloi Tassin            | R 3ª                   |
| Internazionali           | Internazionali           | Internazionali           | Cadetti italiani   | Cadetti italiani     | Cadetti italiani   | Parigi                 | Parigi                 | Parigi                 |
| 21                       | Georges Aeschlimann      | R 2ª                     | 61                 | Oreste Conte         | R 2ª               | 101                    | André Brulé            | 12º                    |
| 22                       | Roger Aeschlimann        | R 9ª                     | 62                 | Enzo Coppini         | R 14ª              | 102                    | Robert Chapatte        | 28º                    |
| 23                       | Pierre Brambilla         | R 13ª                    | 63                 | Umberto Drei         | R 5ª               | 103                    | Maurice Diot           | R 13ª                  |
| 24                       | Fermo Camellini          | 8º                       | 64                 | Mario Fazio          | S 1ª               | 104                    | Raymond Goussot        | S 12ª                  |
| 25                       | Victor Joly              | R 14ª                    | 65                 | Attilio Lambertini   | 13º                | 105                    | Jean Lauk              | R 8ª                   |
| 26                       | Edward Klabiński         | 18º                      | 66                 | Vittorio Magni       | 38º                | 106                    | Lucien Lauk            | R 8ª                   |
| 27                       | Roger Lambrecht          | 7º                       | 67                 | Aldo Ronconi         | R 15ª              | 107                    | Jacques Marinelli      | R 12ª                  |
| 28                       | Paul Néri                | 37º                      | 68                 | Virgilio Salimbeni   | S 1ª               | 108                    | Robert Mignat          | R 8ª                   |
| 29                       | Gino Sciardis            | R 16ª                    | 69                 | Vittorio Seghezzi    | 44º                | 109                    | Kléber Piot            | 13º                    |
| 30                       | Giuseppe Tacca           | R 14ª                    | 70                 | Nello Sforacchi      | R 3ª               | 110                    | Louis Thiétard         | 9º                     |
| Italia                   | Italia                   | Italia                   | Centro - Sud-Ovest | Centro - Sud-Ovest   | Centro - Sud-Ovest | Sud-Est                | Sud-Est                | Sud-Est                |
| 31                       | Gino Bartali             | 1º                       | 71                 | Robert Desbats       | R 9ª               | 111                    | Marius Bonnet          | R 8ª                   |
| 32                       | Antonio Bevilacqua       | 33º                      | 72                 | Raphaël Géminiani    | 15º                | 112                    | Bernard Gauthier       | 24º                    |
| 33                       | Serafino Biagioni        | 34º                      | 73                 | Guy Lapébie          | 3º                 | 113                    | Georges Martin         | 39º                    |
| 34                       | Giovanni Corrieri        | 29º                      | 74                 | Roger Lévêque        | R 7ª               | 114                    | Maurice Lauze          | S 6ª                   |
| 35                       | Giordano Cottur          | R 14ª                    | 75                 | Alfred Macorig       | R 16ª              | 115                    | Pierre Molinéris       | R 14ª                  |
| 36                       | Guido De Santi           | E 4ª                     | 76                 | Henri Massal         | S 3ª               | 116                    | Victor Pernac          | R 4ª                   |
| 37                       | Egidio Feruglio          | 41º                      | 77                 | Paul Maye            | R 10ª              | 117                    | Raoul Rémy             | 23º                    |
| 38                       | Bruno Pasquini           | 19º                      | 78                 | Daniel Orts          | R 17ª              | 118                    | Jean Rey               | 43º                    |
| 39                       | Vincenzo Rossello        | R 7ª                     | 79                 | Jacques Pras         | R 14ª              | 119                    | Amédée Rolland         | R 14ª                  |
| 40                       | Primo Volpi              | 27º                      | 80                 | Georges Ramoulux     | 26º                | 120                    | Abdel-Kader Zaaf       | S 1ª                   |